# 東野幸治のホンモノラジオ
『東野幸治のホンモノラジオ』（ひがしのこうじのほんものらじお）は、朝日放送ラジオ（ABCラジオ）で2021年4月3日から放送しているトーク番組。

## 番組概要
2019年11月、お笑いタレントの東野が4年前からラジオ番組を持ちたい意向を持っていた事もあり、朝日放送テレビ（ABCテレビ）で土曜の午前に生放送しているバラエティ番組『教えて!ニュースライブ 正義のミカタ』のチーフディレクターだった佐藤将太が、人事異動で朝日放送ラジオ（ABCラジオ）の編成部に異動した事で、東野に対してラジオ番組を担当する企画が持ち上がり、2020年上半期番組編成に当たる同年4月開始予定でスポンサー獲得工作を謀っていたが、同年1月の時点で見付からず立消えとなった。
その為、同年2月からの自身のYouTubeチャンネルを立上げ、動画配信作業を外注すると、動画の収益の中から吉本興業へ経費やマネジメント料を徴収される事もあり、自身の長女がディレクターして参画して『東野幸治の幻ラジオ』を開始し、配信を継続させる為にグッズ販売やスポンサーを見付けて継続させ、動画内での発言がネットニュースやスポーツ紙のコタツ記事等で話題となっていた。
その1年後の2021年3月、同局は2021年上半期番組編成において、改めて東野のラジオ番組を編成出来た事を発表し、同時に同年2月10日にアップロードした動画にて、『幻のラジオ』の休止を発表した。
番組構成は、東野による1人喋りをメインではあるが、ラジオブースに佐藤も着座して、番組放送時点で思うこと、気になることを時に毒を吐きつつ語る番組となる。当該番組の放送後の翌朝に『正義のミカタ』出演する事もあり、『正義のミカタ』の番組進行を妨げ無いよう前入りで金曜に大阪に入って番組収録を行ったものをそのまま放送している。
また、当該番組は2021年4月10日から、番組公式YouTubeチャンネルを立上げ、Radikoタイムフリー視聴期間終了後に過去放送分の著作権で使用出来ない楽曲を除いた音源をアップロードし、配信を行っており、音源については楽曲紹介用にYouTubeチャンネルにSpotifyのプレイリストを作成している。

## 出演者

### パーソナリティ
- 東野幸治（お笑いタレント）

### 聴き役
- 桂三度（落語家、お笑いタレント） - 2022年7月8日（7日深夜）から

### ゲスト
- 山田ルイ53世（髭男爵） - 2021年4月3日（2日深夜）[注 1]
- あいはら雅一（メッセンジャー） - 2021年4月17日（16日深夜）2023年1月20日(21日深夜)
- 高橋洋一（数量政策学者、元大蔵省官僚、嘉悦大学ビジネス創造学部教授） - 2021年5月15日（14日深夜）[注 2]
- 桂三度（落語家、お笑いタレント） - 2021年5月22日（21日深夜）
- てつじ（シャンプーハット） - 2021年6月19日（18日深夜）
- 大森靖子（シンガーソングライター） - 2021年7月10日（9日深夜）
- ジミー大西（画家、お笑いタレント） - 2021年7月17日（16日深夜）
- 永山瑛太（俳優） - 2021年8月14日（13日深夜）
- 古川高晴（アーチェリー選手） - 2021年8月21日（20日深夜）
- 板尾創路（お笑いタレント、俳優） - 2021年9月25日（24日深夜）
- 藤井輝雄（しましまんず） - 2021年10月16日（15日深夜）、2022年2月5日（4日深夜）、2022年3月26日（25日深夜）
- 天海祐希（女優） - 2021年10月23日（22日深夜）
- LOVE ME DO - 2021年10月23日（22日深夜）
- 宗佑磨（野球選手、オリックス・バファローズ） - 2021年12月18日（17日深夜）
- エルフ（お笑いコンビ） - 2022年1月30日（29日深夜）、2022年3月26日（25日深夜）
- 永野（お笑い芸人） - 2022年2月12日（11日深夜）
- 原口あきまさ（ものまねタレント）　- 2022年2月19日（18日深夜）
- JP（ものまねタレント） - 2022年2月19日（18日深夜）
- 西森洋一（モンスターエンジン） - 2022年4月16日（15日深夜）
- 上島竜兵（ダチョウ俱楽部）　- 2022年4月23日（22日深夜）
- 浜田尊弘（MBSラジオ代表取締役社長、前毎日放送テレビプロデューサー） - 2022年6月18日（17日深夜）
- 田村裕（麒麟） - 2022年9月24日（23日深夜）
- 松村沙友理（女優、乃木坂46元メンバー） - 2022年10月8日（7日深夜）
- 松村邦洋（お笑いタレント、ものまねタレント、YouTuber） - 2023年1月7日（6日深夜）
- マンボウやしろ（タレント、演出家、脚本家、ラジオパーソナリティ） - 2023年1月14日（13日深夜）
- 三谷三四郎（テレビディレクター、YouTuber） - 2023年3月4日（3日深夜）
- 山里亮太（お笑いタレント、声優、ナレーター、ラジオパーソナリティ） - 2023年4月8日（7日深夜）
- あの（歌手、ミュージシャン、タレント、作詞家、モデル、元アイドル） - 2023年8月19日（18日深夜）
- フワちゃん（お笑いタレント、ラジオパーソナリティ、YouTuber、歌手、プロレスラー） - 2023年8月26日（25日深夜）
- 斎藤司（トレンディエンジェル） - 2023年12月30日（29日深夜）
- 三浦マイルド（ピン芸人） - 2024年1月6日（5日深夜）
- ザ・パンチ (お笑いコンビ) -2024年7月27日　(26日深夜)
- タイムマシーン3号 (お笑いコンビ) -2024年8月10日　(9日深夜)
- 大山英雄 (お笑いタレント) -2024年8月17日　(16日深夜)
- 鈴木拓 ドランクドラゴン　-2024年8月24日　(23日深夜)
- ゆってぃ (ピン芸人) -2024年8月31日

(30日深夜)

## コーナー
コージに教えて
東野が気になってる事を「本家」に教えを請うコーナー。
当該番組への提案や京阪神圏所在ラジオ局で最後の番組出演から20年以上経過してる東野に対して、関西のラジオ番組、パーソナリティ事情を募る。
MUSIC LIFEっぽい
2021年5月7日放送分から開始
東野が十代の時期に洋楽にハマったが、裕福な家庭では無かった為レコードを購入出来ず、かつて出版されていた音楽雑誌「ミュージック・ライフ」から得た知識で造詣深い為、「MUSIC LIFE」に書かれていそうな洋楽アーティストの裏話や洋楽が好きな本家のエピソードトークを紹介。
濵田酒造 presents 東野酒場 乾杯してから聞いたって
ゲストとのトークコーナーで、同社が販売してる麦焼酎隠し蔵を呑みながらトーク。
日常
リスナーの日常を募る。
紅葉のカレンダー
山村紅葉のカレンダーに載せた方がいい写真のテーマや構図を募集するコーナー。
それでも、生きてゆく
東野が過去に発した暴言をリスナーから募集し紹介するコーナー。
東野へのヤジ
夜遊びをしない真面目さ、無感情の強みとネット記事に書かれた東野をヤジるコーナー
ご馳走様ですヤヤス
秋元康に奢ってもらいたいグルメを紹介するコーナー
アツムのメー
：聞き役の桂三枝に小粋な文章を送り、思わずメーと言ってしまう文章を紹介するコーナー
小粋ではない文書にはティーンのボタンが鳴る

### 過去のコーナー
- 舞昆のこうはら presents ホンモノニュース

2021年5月7日放送分から開始
スポンサータイアップトークコーナーで、同社が販売してるを舞昆（塩昆布風発酵食品）を食しながら、当該番組収録→放送後の翌朝出演している『正義のミカタ』の番組構成に迷惑掛け無い程度に、東野が気になるニュースをトーク。

### 特別番組
毎年12月の最終金曜日に「俺たちの紅白歌合戦(タイトルコールでは"俺たちの洋楽紅白歌合戦"とも言われる)」と題し、洋楽ロック好きな芸人と互いのオススメ楽曲を披露し、喋り尽くす特別番組が生放送で編成されている。
第1回は2021年の大みそかに約4時間のスペシャルとして放送後、特別番組とは別にレギュラー放送も同日(2021/12/31 25時から)に生放送された。
2022年と2023年は2部構成となり、第1部は「ABCミュージックパラダイス」の枠を、第2部はレギュラー枠を使用した3時間30分の放送となった。
2024年は放送時間が昨年同様の3時間30分だが、第1部が22:00-23:30に(「ロックなラジオ」を22:00までの短縮放送、23:00からの番組を休止)、第2部を24:00-26:00に枠切りが変更となった。
| 放送日時                                           | タイトル                                                                    | ゲスト                                             |
| -------------------------------------------------- | --------------------------------------------------------------------------- | -------------------------------------------------- |
| 2021年12月31日18:00-21:50                          | ABCラジオ70周年記念特別番組東野幸治のホンモノラジオSP～俺たちの紅白歌合戦～ | - ビビる大木 - 永野 - 椿鬼奴                       |
| 2022年12月30日22:00-24:30(第1部)25:00-26:00(第2部) | 東野幸治のホンモノラジオSP～俺たちの洋楽紅白歌合戦～                        | - ビビる大木 - ゆってぃ - 永野                     |
| 2023年12月29日22:00-24:30(第1部)25:00-26:00(第2部) | 東野幸治のホンモノラジオSP～俺たちの洋楽紅白歌合戦～                        | - ビビる大木 - 永野 - 斎藤司(トレンディエンジェル) |
| 2024年12月27日22:00-23:30(第1部)24:00-26:00(第2部) | 東野幸治のホンモノラジオSP～俺たちの紅白歌合戦～                            | - 永野 - ビビる大木 - 国崎和也(ランジャタイ)       |